# Terremoto de Galilea de 1837
El terremoto de Galilea de 1837, a menudo llamado terremoto de Safed, sacudió Galilea el 1 de enero de 1837 y es uno de varios eventos de moderados a grandes que han ocurrido a lo largo del sistema de fallas de transformación del Mar Muerto que marca el límite de dos placas tectónicas; la placa africana al oeste y la placa arábiga al este. Las evaluaciones de intensidad para el evento fueron VIII en la escala Medvedev-Sponheuer-Karnik y VIII en la Escala Macrosísmica Europea.
Una evaluación de 1977 del evento que se publicó en el Boletín de la Sociedad Sismológica de América tuvo el epicentro justo al norte de la ciudad de Safed y la magnitud de 6,2 a 6,5, pero en 1997 el sismólogo Nicholas Ambraseys argumentó que el evento pudo haber sido más sustancial. El evento fue bien documentado por el misionero, arqueólogo y autor del siglo XIX William McClure Thomson. La región en la que ocurrió el terremoto era formalmente parte del Imperio Otomano, pero en ese momento estaba bajo el control de los egipcios, que la ocupaban después de haberla tomado durante el conflicto.

## Preludio
William McClure Thomson llegó a Beirut en 1833 para ser misionero y se encontraba en la zona en el momento del terremoto. Escribió, con gran detalle, de los daños y las tragedias personales que presenció durante sus viajes en el libro The Land and the Book, Or, Biblical Illustrations Drawn from the Manners and Customs, the Scenes and Scenery of the Holy Land. El libro se publicó en 1861 y siguió siendo un éxito de ventas durante gran parte del siglo XIX. En la región, los egipcios (dirigidos por Ibrahim Bajá) recientemente lograron dominar a los otomanos y obtuvieron el control de Siria durante la guerra egipcio-otomana (1831-1833). Durante su tiempo en el área, Thomson estuvo encarcelado bajo cargos de espionaje. Los egipcios finalmente fueron expulsados de la región por los otomanos.

## Terremoto
La Transformación del Mar Muerto, también conocida como la Fractura de Levante, produce terremotos fuertes pero poco frecuentes, y toda la información pre-instrumental sobre el área muestra que estuvo experimentando un período inactivo durante el siglo XX. Los investigadores M. Vered y H. L. Striem realizaron un estudio sobre el terremoto de Jericó de 1927 y el evento de 1837, con una mirada cercana a los datos de daños para obtener una buena estimación de los valores de intensidad de Mercalli modificado. El evento de 1927 se registró tanto macrosísmica como instrumentalmente, y brindó una buena oportunidad para examinar de cerca la ubicación del epicentro macrosísmico e instrumental, las estimaciones de su profundidad y los métodos utilizados en la investigación macrosísmica. Una vez validados, los procesos de análisis de los datos macrosísmicos se aplicaron al evento anterior de 1837. Las áreas meizosísmicas de ambos eventos del Valle del Rift del Jordán estaban a lo largo de una línea norte-sur cerca de la zona de falla.
Varios otros eventos anteriores ocurrieron en la misma región y, en comparación, tanto el terremoto de Siria de 1202 como los terremotos de Oriente Próximo de 1759 tuvieron magnitudes mayores que el evento de 1837 y se han asociado con la falla de Yammouneh en el Líbano. Sin embargo, ningún otro terremoto de tamaño similar ocurrió en la zona del Mar Muerto después de que los sismómetros comenzaron a usarse a principios del siglo XX, por lo que Nicholas Ambraseys mapeó los valores de intensidad informados desde más de 120 ubicaciones dentro del área afectada y usó los valores para crear una relación con un grupo de 158 terremotos en la cercana Turquía y el norte de Siria con intensidades y magnitudes conocidas para predecir la magnitud de la onda superficial para este evento. El radio promedio de las isosistas en el área ayudó a estimar una magnitud de 7,0 a 7,1 para el evento.
El sismo principal se produjo alrededor de las 16:00, seguido de un segundo sismo fuerte cinco minutos después, y se sintió a 500 kilómetros de distancia. Se estimó que la intensidad máxima percibida de Damasco era de VII en la escala Medvedev-Sponheuer-Karnik, mientras que Ramla y Baalbek estaban en VI, y ciudades como El Cairo, Tarso y Gaziantep estaban en III.

### Daños por olas
Como resultado del terremoto, un fuerte seiche barrió las costas de Tiberíades causando más muertes.

## Daños
El impacto fue comparativamente leve en Beirut, pero muchas casas resultaron dañadas y otras completamente destruidas. El invierno ralentizó la comunicación en el área y pasaron casi ocho días antes de que llegaran informes confiables de Safed sobre la naturaleza de los daños allí. Las cartas decían que la ciudad, junto con Tiberíades y muchas otras aldeas, habían sido derrocadas. Sidón sufrió daños considerables y, en Tiro, las casas caídas hicieron que las calles fueran casi intransitables, con gente durmiendo en botes y tiendas de campaña a lo largo de la costa. El pueblo de Rumaish fue destruido en su mayor parte, con treinta muertes ocurriendo cuando las personas fueron aplastadas en sus hogares, y muchos más habrían sufrido lo mismo si no hubieran estado en las oraciones vespertinas en la iglesia allí, que era un pequeño edificio que no sufrió daños graves.
Los tipos de casas que se construyeron en esa época y área, generalmente de mampostería de escombros de un piso con techos planos pesados que a menudo ya estaban dañados, no eran resistentes ni siquiera a una pequeña cantidad de sacudidas. A las estructuras públicas como puentes y muros les fue mejor, ya que generalmente se construyeron con estándares más altos. Los fuertes daños en ciertas áreas se produjeron por varias razones. Algunas ciudades se construyeron en laderas empinadas que dominan las llanuras, mientras que otros sitios se ubicaron en suelos inestables donde anteriormente se habían producido deslizamientos de tierra. Estas condiciones dificultaron la evaluación de la intensidad del terremoto, pero Ambraseys se decidió por un valor máximo de VII a VIII en la escala Medvedev-Sponheuer-Karnik para el evento. Esa escala se usó principalmente en Europa y la Unión Soviética hasta la década de 1990. Probablemente se observó una mayor pérdida de vidas como resultado del terremoto que ocurrió en una noche de invierno, ya que la mayoría de las personas probablemente estaban en sus hogares preparando la cena.
Todas las casas y la iglesia local en el pueblo de Jish fueron destruidas, y todos los feligreses, un total de 135 personas, fueron asesinados, y solo el sacerdote sobrevivió al colapso del techo abovedado de piedra allí. El sacerdote estaba protegido por un arco sobre el altar. El erudito estadounidense Edward Robinson pasó por el pueblo de Lubya, justo al oeste del Mar de Galilea, en 1838 y notó que había sufrido mucho por el terremoto del año anterior, con 143 aldeanos muertos.
En la ciudad de Safed, las casas en la colina se construyeron de tal manera que los techos de las casas de abajo se convirtieron en las calles de las de arriba; el estilo de construcción en cascada tenía muchas capas de profundidad, y cuando ocurrió el terremoto, las casas se derrumbaron unas sobre otras desde arriba. Muchas personas murieron de inmediato y quedaron enterradas bajo los escombros, y algunas tuvieron la suerte de estar vivas, pero no pudieron salir rápidamente de los escombros. Algunos sobrevivientes fueron sacados de las ruinas hasta seis o siete días después del terremoto. Los heridos y moribundos no tuvieron mucho alivio hasta el 19 de enero, cuando se instaló un hospital temporal y se contrató a un médico que podía distribuir medicamentos y aplicar vendajes.
En Tiberíades se produjeron graves daños, aunque no tan graves como en Safed, y 600 personas murieron allí, y muchas casas y las murallas de la ciudad quedaron destruidas. Los heridos fueron transportados a las termas de esa zona para su alivio, y es posible que haya habido cambios en el volumen de agua que emana de ellos en el momento del terremoto.

## Secuelas
Tres grandes réplicas ocurrieron varias semanas después del evento principal. El 16 de enero en el extremo norte, el 22 de enero cerca del centro y nuevamente en el norte el 20 de mayo cerca de la ciudad de Hasbaya. Las réplicas se extendieron en una distancia de 70 kilómetros y esa longitud coincide con la región norte-sur del área epicentral que fue mapeada por Ambraseys y podría indicar que la falla de Roum, y su extensión al sur del Mar de Galilea, fueron fuentes del evento.
En los meses y años posteriores al terremoto, las casas y las tierras perdidas por sus dueños muertos fueron colonizadas por nuevos emigrantes que habían llegado recientemente de Rusia, Alemania, Polonia y otros lugares.